# Lascoria albipunctalis
Lascoria albipunctalis là một loài bướm đêm trong họ Noctuidae.